# Can the Can
Singles de Suzi Quatro
Rolling Stone
(1972) 48 Crash
(1973)
Can the Can est une chanson de la chanteuse et musicienne de rock américaine Suzi Quatro.
La chanson fut écrite spécialement pour elle par le tandem d'auteurs compositeurs constitué par Mike Chapman et Nicky Chinn.
Avec cette chanson, Quatro décrocha son premier numéro un britannique.